# ماکس شرک
ماکس شرک (انگلیسی: Max Schreck؛ ۶ سپتامبر ۱۸۷۹ – ۲۰ فوریهٔ ۱۹۳۶) یک هنرپیشه اهل آلمان بود.
از فیلم‌ها یا برنامه‌های تلویزیونی که وی در آن نقش داشته است می‌توان به نوسفراتو، دارایی‌های دوک بزرگ و عروس معاوضه‌شده اشاره کرد.

## مرگ
در ۱۹ فوریه ۱۹۳۶، شرک به تازگی نقش بازرس بزرگ را در نمایشنامه دان کارلوس بازی کرده بود که در نقش ویل دوم ایستاده بود.  عصر همان روز او احساس ناخوشی کرد و دکتر او را به بیمارستان فرستاد و صبح روز بعد بر اثر حمله قلبی درگذشت.  در آگهی ترحیم او به ویژه ایفای نقش اصلی او در نمایشنامه خسیس مولیر مورد ستایش قرار گرفت.  او در ۱۴ مارس ۱۹۳۶ در Wilmersdorfer Waldfriedhof Stahnsdorf در براندنبورگ به خاک سپرده شد.